# Prior (Rebsorte)
Prior ist eine 1987 gezüchtete pilzwiderstandsfähige Rotweinsorte. Prior wurde am Staatlichen Weinbauinstitut Freiburg durch Norbert Becker aus den Sorten Joannès-Seyve 23-416 x Blauer Spätburgunder (als Muttersorte, ♀) und Bronner (als Vatersorte, ♂) gekreuzt. Die Rebsorte Bronner wiederum ging aus den Elternsorten Merzling (als Muttersorte, ♀) und Gm 6494 (als Vaterpopulation, ♂) hervor. Trotz des Einflusses der Rebsorte Joannès-Seyve 23-416 und Gm 6494 zählt Prior nicht zur Familie der Hybridreben.
Prior wurde unter der Zuchtstammnummer FR 455-83 r vom Züchter geführt. Die Sorte besitzt Sortenschutz, der Eintrag in die Sortenliste wurde beantragt.
Siehe auch die Artikel Weinbau in Deutschland und Weinbau in der Schweiz sowie die Liste von Rebsorten.

## Eigenschaften der Rebe
Die Blätter sind mittelgroß, drei- bis fünflappig und kräftig grün. Die Trauben sind nahezu dreieckig. Austrieb, Blüte und Reifungsbeginn erfolgen etwa eine Woche später als bei Burgundersorten. Die Frostfestigkeit gilt als gut. Die Sorte beansprucht gute Lagen.
Die Weine sind kräftig, farbstoffreich und haben kräftige Tannine.

## Verbreitung
In Deutschland wurde 2020 eine Fläche von 18ha ausgewiesen. In der Schweiz betrug die Anbaufläche 2020 2,7ha.

## Synonyme
Die Rebsorte Prior ist auch unter der Zuchtstammnummer FR 484-87 r bekannt.

## Abstammung
Norbert Becker nutzte zur Kreuzung dieser Sorte die Elternsorten Joannès-Seyve 23-416 x Blauer Spätburgunder als Mutter und Bronner als Vater, der wiederum aus der Kreuzung von Merzling X Gm 6494 (oder auch Geisenheim 6494) hervorging. Gm 6494 war eine Sämlingspopulation, die im Jahre 1964 durch Vilem Kraus (1924–2013) in der damaligen Tschechoslowakei aus den Rebsorten Severnyi x St. Laurent gekreuzt wurde. Kraus bot die Sämlinge  Helmut Becker (1927–1990), damals an der Forschungsanstalt Geisenheim tätig, an, der die Bedeutung dieses Materials erkannte und es züchterisch in Nachkommenschaftsprüfungen weiterbearbeitete. Aus der Sämlingspopulation Gm 6494 wurde der Sämling Gm 6494-5 aufgrund seiner besonderen Leistungsfähigkeit ausgelesen und später unter dem Sortennamen Rondo als eigenständige Rebsorte vermehrt und in die Praxis gebracht.
Norbert Becker recherchierte bei den Kreuzungen von Vilem Kraus aus dem Jahr 1964 für die Sämlingspopulation, die erst in Geisenheim die Bezeichnung Gm 6494 erhalten hatte, irrtümlich die Rebsorte Saperawi Severni statt Zarya Severa als Muttersorte ♀.  Eine differenzierte Nachrecherche von N. Beckers Nachfolger Volker Jörger zusammen mit Kollegen von der Forschungsanstalt Geisenheim konnte den Irrtum aufzeigen und die wahre Elternschaft galt jetzt in Fachkreisen seit dem Jahr 2003 als gesichert geklärt. Diese Erkenntnisse konnten jedoch nicht mehr in der 13. Auflage des Taschenbuch der Rebsorten aufgenommen werden. Molekularbiologische Untersuchungen im Rahmen der Kartierung des Mehltauresistenzlocus Rpv10 ergaben, dass weder Saperavi Severnyi noch Zarya Severa als Großelternteil von Prior in Frage kommen und stattdessen Severnyi verwendet wurde.
Abstammung: (Joannès-Seyve 23-416 × Spätburgunder) × (Merzling × (Severnyi × St. Laurent) (vulgo Bronner))